# Derniga
Il Derniga, o Valderniga, (in sloveno Drnica) è un torrente dell'Istria slovena.
Il torrente Derniga, che inizia il suo percorso fra i monti S. Donato e Segadizzi, riceve da destra le acque di Roncaldo, del colle di S. Giacomo sopra Saredo, e di Coreiege mediante il rio che gli Sloveni chiamano Baredine; il Derniga viene quindi ingrossato dall'apporto delle acque del torrente Medjanscica, che raccoglie con il rio Cicale le acque del paese di Saredo; in questo torrente confluiscono pure le acque che scendono dal versante est del monte Malìo, delle falde a nord del monte Castellier e del colle di Corte d’Isola. Nella parte bassa della valle, sempre a destra, il torrente Grivin, un tempo confine fra i comuni di Isola d'Istria e Pirano, apporta al Derniga le acque di Corte d’Isola. Sulla riva sinistra il Derniga raccoglie le acque dei paesi di Gasòn e di Sergassi e delle pendici a nord del monte Toso con il rio Deresniacco (Derešnjak); successivamente il torrente Pichevaz (Piševec) trasporta al Derniga quanto raccoglie dalle pendici meridionali del monte Toso con il suo affluente Redenta. Il rio Moseglie gli porta le acque del paese di Monte di Capodistria e delle pendici del monte Guardia (Straža). Il Derniga viene poi alimentato dai ruscelli delle forre del costone che da Pàdena scende fino al paese di Dragogna.
Il Pichevaz (Piševec) raccoglie anche le acque del monte Baretovaz e delle pendici a nord del promontorio su cui spicca il paese di Pàdena. Un ultimo alimento gli viene dal colle di S. Onofrio e quindi un tempo terminava il suo corso immettendosi nel fiume Dragogna immediatamente a sud di Sicciole. In seguito alla regolamentazione della foce di quest'ultimo, il Derniga sfocia nel Vallone di Pirano (Piranski Zaliv) presso Sicciole (Sečovlje).